# Primus Classic 2021
La 10.ª edición de la clásica ciclista Primus Classic fue una carrera en Bélgica que se celebró el 18 de septiembre de 2021 sobre un recorrido de 197,7 kilómetros con inicio en la ciudad de Brakel y final en la ciudad de Haacht.
La carrera formó parte del UCI ProSeries 2021, dentro de la categoría 1.Pro. El vencedor fue el francés Florian Sénéchal del Deceuninck-Quick Step seguido de los belgas Tosh Van der Sande del Lotto Soudal y Jasper Stuyven del Trek-Segafredo.

## Equipos participantes
Tomaron parte en la carrera 20 equipos: 11 de categoría UCI WorldTeam, 5 de categoría UCI ProTeam y 4 de categoría Continental. Formaron así un pelotón de 135 ciclistas de los que acabaron 109. Los equipos participantes fueron:
| WorldTeams (11)- Deceuninck-Quick Step - AG2R Citroën Team - Bora-Hansgrohe - Cofidis - EF Education-Nippo - Intermarché-Wanty-Gobert Matériaux - Israel Start-Up Nation - Lotto Soudal - Team DSM - Qhubeka NextHash - Trek-Segafredo ProTeams (5)- Alpecin-Fenix - Bingoal Pauwels Sauces WB - Sport Vlaanderen-Baloise - Arkéa-Samsic - Uno-X Pro Cycling Team Equipos continentales (4)- À Bloc CT - BEAT Cycling - EvoPro Racing - Tarteletto-Isorex |
| |

## Clasificación final
- La clasificación finalizó de la siguiente forma:[3]

| \| Clasificación general \| Clasificación general \| Clasificación general \| Clasificación general \| Clasificación general \| \| Ciclista \| Ciclista \| Equipo \| Tiempo \| \| \| --------------------- \| --------------------- \| --------------------- \| --------------------- \| --------------------- \| \| 1.º \| Florian Sénéchal \| Deceuninck-Quick Step \| 4 h 34 min 05 s \| \| \| 2.º \| Tosh Van der Sande \| Lotto-Soudal \| + 0 s \| \| \| 3.º \| Jasper Stuyven \| Trek-Segafredo \| + 0 s \| \| \| 4.º \| Mikkel Honoré \| Deceuninck-Quick Step \| + 0 s \| \| \| 5.º \| Simon Clarke \| Qhubeka NextHash \| + 4 s \| \| \| 6.º \| Yves Lampaert \| Deceuninck-Quick Step \| + 4 s \| \| \| 7.º \| Zdeněk Štybar \| Deceuninck-Quick Step \| + 1 min 00 s \| \| \| 8.º \| Mathieu van der Poel \| Alpecin-Fenix \| + 1 min 00 s \| \| \| 9.º \| Giacomo Nizzolo \| Qhubeka NextHash \| + 1 min 00 s \| \| \| 10.º \| Davide Ballerini \| Deceuninck-Quick Step \| + 1 min 00 s \| \| |                      |                       |                 |
| |                      |                       |                 |
| Fuente: ProCyclingStats |                      |                       |                 |
| Clasificación general |                      |                       |                 |
| Ciclista | Ciclista             | Equipo                | Tiempo          |
| 1.º | Florian Sénéchal     | Deceuninck-Quick Step | 4 h 34 min 05 s |
| 2.º | Tosh Van der Sande   | Lotto-Soudal          | + 0 s           |
| 3.º | Jasper Stuyven       | Trek-Segafredo        | + 0 s           |
| 4.º | Mikkel Honoré        | Deceuninck-Quick Step | + 0 s           |
| 5.º | Simon Clarke         | Qhubeka NextHash      | + 4 s           |
| 6.º | Yves Lampaert        | Deceuninck-Quick Step | + 4 s           |
| 7.º | Zdeněk Štybar        | Deceuninck-Quick Step | + 1 min 00 s    |
| 8.º | Mathieu van der Poel | Alpecin-Fenix         | + 1 min 00 s    |
| 9.º | Giacomo Nizzolo      | Qhubeka NextHash      | + 1 min 00 s    |
| 10.º | Davide Ballerini     | Deceuninck-Quick Step | + 1 min 00 s    |

## UCI World Ranking
La Primus Classic otorgó puntos para el UCI World Ranking para corredores de los equipos en las categorías UCI WorldTeam, UCI ProTeam y Continental. Las siguientes tablas muestran el baremo de puntuación y los 10 corredores que obtuvieron más puntos:
| Posición              | 1.º | 2.º | 3.º | 4.º | 5.º | 6.º | 7.º | 8.º | 9.º | 10.º | 11.º | 12.º | 13.º | 14.º | 15.º | 16.º-30.º | 31.º-40.º |
| Clasificación general | 200 | 150 | 125 | 100 | 85  | 70  | 60  | 50  | 40  | 35   | 30   | 25   | 20   | 15   | 10   | 5         | 3         |

| Clasificación |                      |                       |         |
| Posición      | Ciclista             | Equipo                | General |
| ------------- | -------------------- | --------------------- | ------- |
| 1.º           | Florian Sénéchal     | Deceuninck-Quick Step | 200     |
| 2.º           | Tosh Van der Sande   | Lotto Soudal          | 150     |
| 3.º           | Jasper Stuyven       | Trek-Segafredo        | 125     |
| 4.º           | Mikkel Honoré        | Deceuninck-Quick Step | 100     |
| 5.º           | Simon Clarke         | Qhubeka NextHash      | 85      |
| 6.º           | Yves Lampaert        | Deceuninck-Quick Step | 70      |
| 7.º           | Zdeněk Štybar        | Deceuninck-Quick Step | 60      |
| 8.º           | Mathieu van der Poel | Alpecin-Fenix         | 50      |
| 9.º           | Giacomo Nizzolo      | Qhubeka NextHash      | 40      |
| 10.º          | Davide Ballerini     | Deceuninck-Quick Step | 35      |